# 水野忠弘

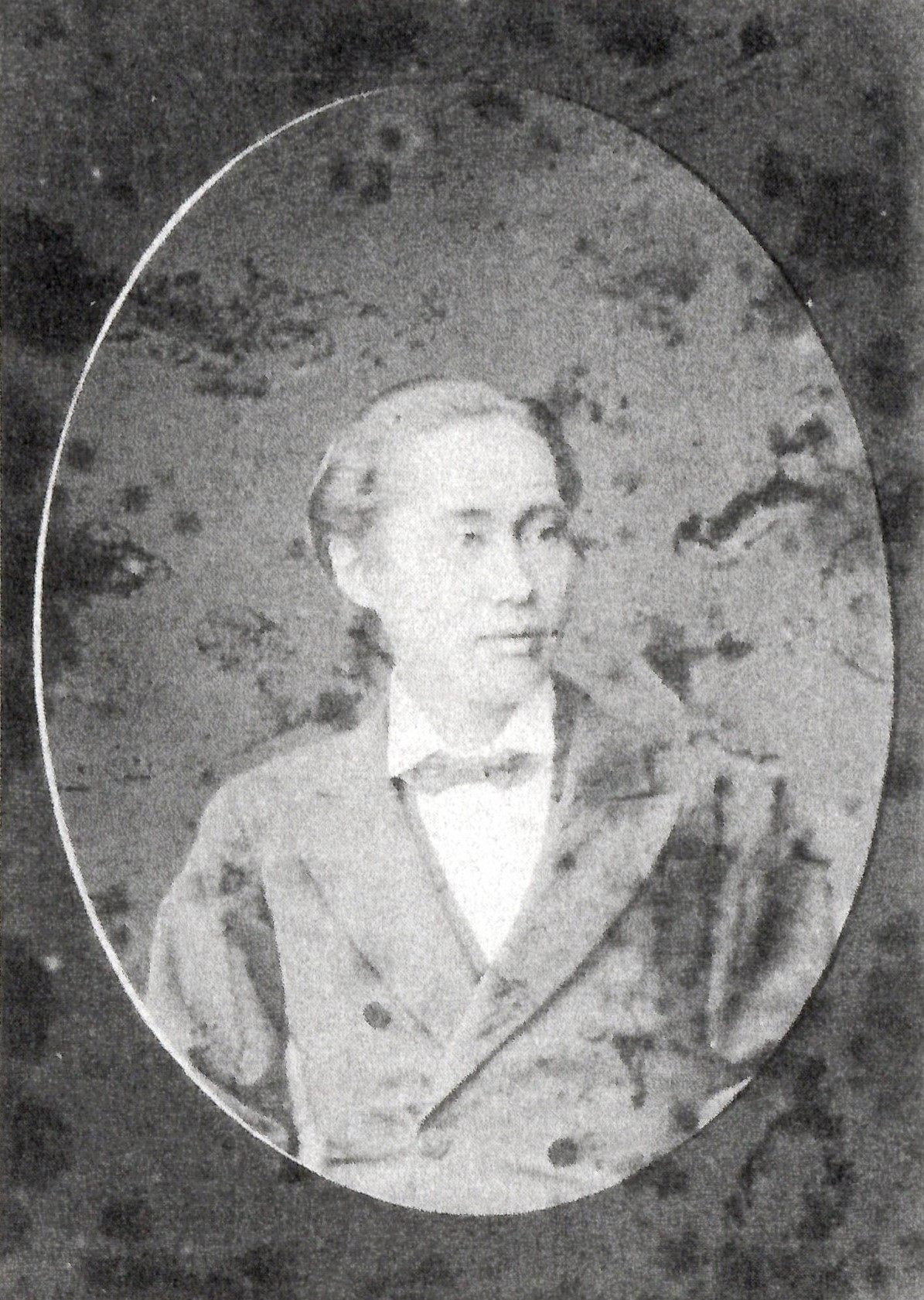
水野忠弘

水野 忠弘（みずの ただひろ、安政3年6月18日（1856年7月19日） - 明治38年（1905年）12月7日）は、江戸時代末期の大名。出羽国山形藩第3代（最後）の藩主。近江国朝日山藩知事。忠元系水野家13代。先代藩主・水野忠精の長男。正室は水野忠制の娘（水野忠幹の養女）。継室は伊達宗城の娘。官位は和泉守。従三位勲四等、子爵。

## 経歴
慶応2年（1866年）9月29日、父・忠精の隠居により家督を相続した。慶応4年（1868年）閏4月12日、忠精とともに上洛する。しかし、国元は奥羽越列藩同盟に加わってしまう。同年5月22日、新政府に対し、忠精を山形に戻し新政府に味方するように説得させることを願うものの、許可されなかった。同年9月、山形藩は明治新政府軍に降伏した。同年12月7日、明治政府から忠精とともに謹慎を命じられる。また、新政府に抵抗した責めを問われ、家老の水野元宣が処刑された。明治2年（1869年）6月26日、謹慎を解かれる。明治3年（1870年）7月、近江国朝日山藩に移封された。同年12月26日、藩士の帰農のために家禄から年間3000両を支出することを許可される。廃藩置県後、慶應義塾に入学した。
明治17年（1884年）7月、華族令により子爵となる。明治37年（1904年）7月10日、貴族院子爵議員に選出されるが、翌明治38年（1905年）に死去した。男子がなく、弟の忠美が跡を継いでいる。墓地は世田谷区北烏山の妙高寺（烏山寺町内）。

## 家族
父母
- 水野忠精（父）
- 中川氏 ー 側室（母）

妻
- 水野悦子 ー 水野忠幹の養女、水野忠制の娘（正妻）
- 伊達照子 ー 伊達宗城の六女（継妻）

養子
- 水野忠美 ー 実弟